# (6129) Démocrite
(6129) Démocrite, désignation internationale (6129) Demokritos, est un astéroïde de la ceinture principale.

## Description
(6129) Démocrite est un astéroïde de la ceinture principale. Il fut découvert par Eric Walter Elst le 4 septembre 1989 à l'observatoire de Haute-Provence. Il présente une orbite caractérisée par un demi-grand axe de 2,7950 UA, une excentricité de 0,1680 et une inclinaison de 6,5270° par rapport à l'écliptique.
Il fut nommé en hommage au philosophe grec Démocrite.

## Compléments